# 浮草 (映画)
『浮草』（うきぐさ）は、1959年の大映製作の日本映画。

## 概要
1934年に松竹蒲田撮影所で製作した『浮草物語』を監督自らがリメイクした作品。宮川一夫撮影によるアグファのカラー映像が、しがない旅役者の世界の情緒を際立たせる作品である。本作は、小津が第二の故郷である地元三重県でロケーション撮影した唯一の映画でもある。三重県志摩郡浜島町、大王町、阿児町、東京都あきる野市の武蔵五日市駅、神奈川県茅ヶ崎市の茅ヶ崎海岸などで撮影された。
『浮草物語』では「信吉」役(今作における清に相当する役)で三井秀男（後の三井弘次）が出演していた。2作ともに出演したのは三井だけである。なお、笠智衆も『浮草物語』に芝居小屋の客（「高嶋屋！」と声をかける男）として出演しているが、ノンクレジットである。
本作は1958年に『大根役者』として松竹で撮影するはずで、主要キャストは進藤英太郎・淡島千景・有馬稲子・山田五十鈴が予定されていた。佐渡や新潟でロケハンまで済ませたが、この年の雪が少なく、撮影を断念した。翌1959年、前年の『彼岸花』（1958年）の制作で大映の女優山本富士子を借りた見返りに、大映で撮影することになった。

## あらすじ

左から、若尾文子、京マチ子、川口浩

嵐駒十郎(中村鴈治郎）率いる旅芝居の一座の乗った船が港に着く。実は駒十郎はこの街で一膳飯屋を営むお芳（杉村春子）との間に子をもうけている。12年ぶりにお芳を訪ねると息子の清（川口浩）はすっかり大きくなり、２年前に高校を卒業して郵便局でアルバイトをしながら上の学校を目指して勉強している。清は母から父は死んだと聞かされて育ち、駒十郎を母の兄だと信じ込んでいるので、実の父を「おじさん」と呼んで再会を喜ぶ。清は、夜は芝居を見、昼は二人で釣りをしながら語りあうなどして駒十郎と親しく交わる。
駒十郎の連れ合いで一座の看板女優でもあるすみ子（京マチ子）はそんな駒十郎を不審に思い、古くから一座にいる扇枡を問い詰めてお芳と清のことを聞き出す。すみ子はお芳の店に乗り込み、駒十郎と激しく言い争う。
一計を案じたすみ子は若い女優の加代（若尾文子）に金を渡して、清を誘惑してくれるよう頼む。清は加代の誘いにまんまと乗り、やがてふたりは恋仲になる。加代はふたりの立場の違いを考えて別れようとするが、清は首を縦に振らない。ふたりが一緒にいるところを見かけた駒十郎は腹を立てて加代をなじり、すみ子に清を誘惑するよう頼まれたことを白状させると、すみ子をなぐった上、どこにでも出ていけと告げる。すみ子は、これで五分五分なのだから仲直りしようと言うが駒十郎は耳を貸さない。
芝居の客足は伸びず、さらに吉之助（三井弘次）が一座の金を持ち逃げしたことがわかると、どうにもならなくなった駒十郎は一座を解散することに決める。一座の者と別れの酒を酌み交わした後、お芳と清にも別れを告げに行くが、清は加代と出かけてしまっていた。清には自分と違う立派な人間になってほしいと期待していた駒十郎は深く落胆する。
一夜をともにしたふたりが翌日の夜に店に帰ってくると、待っていた駒十郎が二人に怒りをぶつけるが、清は加代をかばって駒十郎を押し倒す。お芳は思わず駒十郎がお前の本当の父だと真実を告げるが、清は、そんな勝手な親は要らない、出ていってくれと父を拒否する。気が抜けたようになった駒十郎は、お芳に加代の面倒を見てくれと頼み、一人でこの地を去ろうと駅に向かう。駅ではすみ子が汽車を待っていた。優しく声をかけるすみ子に対して少しずつ駒十郎も心を開き、ふたりは夜汽車に乗って知人のいる桑名へと向かうのだった。

## スタッフ
- 監督：小津安二郎
- 製作：永田雅一
- 企画：松山英夫
- 脚本：野田高梧、小津安二郎
- 撮影：宮川一夫
- 美術：下河原友雄
- 音楽：斎藤高順
- 録音：須田武雄
- 照明：伊藤幸夫
- 色彩技術：田中省三
- 装置：原島徳次郎
- 装飾：岩見岩男
- メークアップ：牧野隆
- 舞踊振付：花柳寿恵幸
- 舞台指導：上田吉二郎
- 助監督：中村倍也
- 編集：鈴木東陽
- 製作主任：松本賢夫
- 現像：東京現像所（アグファカラー）

## キャスト
- 嵐駒十郎：中村鴈治郎
- すみ子：京マチ子
- 本間清：川口浩
- 加代：若尾文子
- 清の母お芳：杉村春子
- 小川軒のあい子：野添ひとみ
- 相生座の旦那：笠智衆
- 吉之助：三井弘次（松竹）
- 矢太蔵：田中春男
- 杉山：入江洋佑
- 木村：星ひかる
- 仙太郎：潮万太郎
- 座員しげ：浦辺粂子
- あい子の母：高橋とよ
- 梅迺家のおかつ：桜むつ子（松竹）
- 梅迺家の八重：賀原夏子
- 扇升の孫・正夫：島津雅彦（劇団若草）
- 古道具屋：菅原通済
- 六三郎：花布辰男
- 扇升：伊達正
- 亀之助：中田勉
- 船員：三角八郎
- 庄吉：丸井太郎
- 爺さんの客：酒井三郎
- 船着場の係：杉田康
- 小川軒の客：南方伸夫
- 郵便局員：志保京助
- 梅廼家の親爺：佐々木正時
- お芳の店でうどんを食う客：ジョー・オハラ
- あい子の父：宮島健一
- 船着き場で文句をいう客：飛田喜佐夫
- 小屋の男・徳造：丸山修
- 長太郎：藤村善秋

## 作品データ
- 製作：大映東京撮影所
- フォーマット：カラー/スタンダードサイズ（1.37:1）/モノラル
- 初回興行：
- 同時上映：

## テレビドラマ
1963年12月12日に逝去した小津の追悼企画として、1964年1月5日、本作を原作とするテレビドラマが『日本映画名作ドラマ』（NET系列）で放送された。

### キャスト
- 柳永二郎
- 藤間紫
- 加賀まりこ
- 杉村春子
- 岸田森
- 宮口精二
- 西村晃
- 殿山泰司
- 天知茂
- 佐田啓二
- 霧島八千代
- 北林早苗
- 田島義文
- 佐野周二
- 香山美子
- 赤木春恵

### スタッフ
- 原作：小津安二郎、野田高悟
- 脚本：東条山比古
- 演出：土屋達一郎

| NET 日本映画名作ドラマ | NET 日本映画名作ドラマ | NET 日本映画名作ドラマ |
| 前番組                 | 番組名                 | 次番組                 |
| ---------------------- | ---------------------- | ---------------------- |
| 山と川のある町         | 浮草 （テレビドラマ）  | 黒い森の盛装           |